# Teataja
A Teataja (magyarul: hírnök, vagy hírmondó) szociáldemokrata irányultságú észt polgári napilap volt, amely 1901–1905 között jelent meg az akkor az Orosz Birodalomhoz tartozó Tallinnban. Az újságot 1906-ban Vaatleja (magyarul: Figyelő) névre keresztelték át.
A lap első száma 1901. november 10-én jelent meg. Az első években 5500 és 6500 között volt a példányszám, 1904-ben pedig már 8750 példányban jelent meg. A lapot Konstantin Päts ügyvéd, későbbi észt elnök alapította Eduard Vildével közösen, majd adta ki, és 1901–1903 között ő volt a lap felelős szerkesztője is. 1903-től Mihkel Pung szerkesztette a lapot, amelyben hangsúlyosan jelentek meg a társadalmi és gazdasági kérdések.
A szerkesztőbizottság tagjai voltak többek között Eduard Vilde (aki a lap társalapítója is volt), Hans Pöögelmann, Mihkel Martna, Mihkel Pung, Otto Münther, Johannes Voldemar Veski, valamint Anton Hansen Tammsaare.
A lapban karikatúrák is megjelentek. Az újság fő karikatúristái Voldemar Päts és Toomas Gutmann voltak. A karikatúrákon általában nem voltak aláírások, mivel a gúnyolódás veszélyes tevékenység volt abban az időben, különösen az 1905-ös orosz forradalom időszakában.